# Marco Giampaolo
Marco Giampaolo (ur. 2 sierpnia 1967 w Bellinzonie) – włoski trener piłkarski szwajcarskiego pochodzenia i piłkarz występujący na pozycji pomocnika.

## Kariera piłkarska
Giampaolo seniorską karierę piłkarską rozpoczął w Giulianova Calcio, gdzie zadebiutował w 1986 roku. Przez dalsze lata kariery, występował w mało znanych włoskich klubach takich jak: Gubbio, Licata, Siracusa, SS Fidelis Andria, czy też Gualdo. W 1997 roku zdecydował się zakończyć piłkarską karierę.

## Kariera trenerska
Giampaolo rozpoczął karierę trenerską w 2000 roku, obejmując stanowisko asystenta trenera w Delfino Pescara. Po roku rozpoczął pracę jako asystent trenera w Giulianova Calcio, gdzie wcześniej rozpoczynał karierę piłkarską. Po roku ponownie jednak zmienił klub, zostając asystentem szkoleniowca ACD Treviso. W 2004 roku rozpoczął karierę pierwszego trenera, został bowiem szkoleniowcem zespołu Ascoli Picchio. Po dwóch latach dość udanej pracy, został ogłoszony trenerem Cagliari Calcio. Tam jego przygoda trwała jednak tylko rok, gdyż w 2007 roku został zwolniony z tego stanowiska. W 2008 roku objął stanowisko trenera klubu Robur Siena. Ponownie jednak jego praca trwała tylko rok. W 2010 roku został trenerem Calcio Catania. Po roku rozstał się z tym zespołem i objął zespół AC Cesena. Z tego klubu został jednak bardzo szybko zwolniony. W 2013 roku przez krótko trenował zespół Brescia Calcio. W 2014 roku został szkoleniowcem US Cremonese. Po dość udanym sezonie przeniósł się do Empoli FC. Tam, również po jednym sezonie, ponownie zmienił klub zostając trenerem UC Sampdoria. Ten klub z sukcesami trenował przez trzy sezony. W czerwcu 2019 roku zrezygnował z tego stanowiska, a następnie został ogłoszony nowym trenerem A.C. Milan.